# 埃德蒙·扬科夫斯基
埃德蒙·扬科夫斯基（波蘭語：Edmund Jankowski，1903年8月28日—1939年11月1日），波兰男子赛艇运动员。他曾代表波兰参加1928年夏季奥林匹克运动会赛艇比赛，获得男子四人单桨有舵手铜牌。